# Drive-Away Dolls
Pour plus de détails, voir Fiche technique et Distribution.
Drive-Away Dolls est un film américain réalisé par Ethan Coen et sorti en 2024. Il s'agit du premier long métrage du cinéaste réalisé sans son frère Joel.

## Synopsis
Philadelphie, fin 1999. Un homme nommé Santos boit un verre dans un bar et semble très attaché à une mallette métallique. Il sort ensuite dans la rue où il se fait tuer par le serveur du bar. Deux hommes arrivent ensuite en voiture et embarquent la mallette.
Alors qu'elle fait l'amour avec une femme, Jamie Dobbs reçoit un appel de sa meilleure amie, Marian, puis un autre de Susan Leman alias "Sukie", sa petite-amie officielle. Sukie découvre alors son infidélité et rompt violemment avec Jamie. Marian, qui a besoin de changer d'air, avait prévu d'aller à Tallahassee en Floride voir sa tante Ellis, une passionnée d'ornithologie. Jamie décide de l'accompagner. Les jeunes femmes utilisent un système de convoi de voitures pour leur trajet. Elles prennent donc une Dodge Aries qu'elles doivent convoyer jusqu'à Tallahassee. Mais à cause d'une erreur de Curlie, l'employé du service de véhicules, elles partent avec une voiture qui devait être prise par trois criminels, Arliss, Flint et Chief, travaillant pour le compte d'une mystérieuse personne. Ces derniers partent alors sur les traces des deux amies. Ces dernières profitent de leur road trip pour notamment tenter de trouver une partenaire à Marian, qui n'a pas eu de relations sexuelles depuis des années. Mais lors des diverses haltes, Marian préfère rester dans la chambre d'hôtel à lire Les Européens de Henry James.
Les criminels se rendent chez Sukie où ils obtiennent une photographie de Jamie. Grâce à leurs contacts, ils parviennent ensuite à localiser les deux jeunes femmes en Géorgie où Marian s'est fait arrêtée pour vagabondage par un policier zélé. Alors qu'elles arrivent en Floride, un pneu de la voiture éclate. Pour le réparer, elles ouvrent alors le coffre et y découvrent la mallette ainsi que la tête de Santos dans un boîte réfrigérée. Après mûre réflexion, Jamie et Marian ouvrent la mallette... La seconde veut alors appeler la police. Arliss et Flint sont toujours à leurs trousses et interrogent toutes celles que les deux amies ont croisées. Depuis leur hôtel, Jamie contacte alors Sukie, qui est policière, pour avoir de l'aide et l'envoie enquêter chez Curlie. Dans un restaurant chic, Jamie tente ensuite de "décoincer" Marian et elles finissent pas s'embrasser passionnément avant que Jamie fasse un cunnilingus à Marian. Le lendemain matin, Marian se rend compte que Jamie a utilisé l'un des objets présents dans la mallette : l'un des cinq godemichets. Arliss et Flint font alors irruption dans la pièce et les kidnappent. Elles sont amenées au Chief. Ce dernier leur révèle qu'il y a des années une femme nommée Tiffany Plastercaster a fait un moulage du sexe de cinq de ses amants dont Gary Channel, qui est aujourd'hui un sénateur ambitieux. Chief précise que l'objet ne doit pas tomber entre de mauvaises mains. Cependant, le moulage est resté à l'hôtel de Jamie et Marian. Flint tue alors Arliss et Chief avant de s'enfuir, laissant seules Jamie et Marian. Celles-ci retournent alors à leur hôtel où elles retrouvent l'objet. Jamie contacte alors le sénateur et lui réclame un million de dollars pour lui remettre le moulage.
Jamie et Marian retrouvent ensuite le sénateur dans un bar lesbien de Tallahassee et lui remettent la mallette. Après le départ de Channel, elles tombent sur Sukie. Cette dernière tire alors sur le sénateur avant qu'il ne tire sur les jeunes femmes. Peu de temps après, Jamie et Marian déjeunent dans un luxueux restaurant. Jamie lui révèle avoir fait deux copies du moulage du sexe du sénateur. Elles retrouvent ensuite tante Ellis et Jamie lui annonce qu'elles vont aller dans le Massachusetts, où le mariage homosexuel est légal. Elles ont cependant oublié les moulages du pénis du sénateur.

## Fiche technique
Sauf indication contraire, les informations mentionnées dans cette section peuvent être confirmées par la base de données cinématographiques IMDb,  présente dans la section « Liens externes ».
- Titre original et français : Drive-Away Dolls
- Titre québécois : Filles en cavale[1]
- Réalisation : Ethan Coen
- Scénario : Ethan Coen et Tricia Cooke
- Musique : Carter Burwell
- Décors : Yong Ok Lee
- Costumes : Peggy Schnitzer
- Photographie : Ari Wegner
- Montage : Ethan Coen et Tricia Cooke
- Production : Tim Bevan, Ethan Coen, Tricia Cooke, Eric Fellner et Robert Graf
- Société de production : Working Title Films
- Sociétés de distribution : Universal Pictures International France (France), Focus Features (États-Unis)
- Pays de production :  États-Unis
- Langue originale : anglais
- Format : couleur
- Genre : comédie, road movie
- Durée : 84 minutes
- Dates de sortie[2] : 
  - États-Unis : 23 février 2024
  - France : 3 avril 2024

## Distribution
- Margaret Qualley (VF : Barbara Probst ; VQ : Célia Gouin-Arsenault) : Jamie
- Geraldine Viswanathan (VF : Juliette Allain ; VQ : Catherine Brunet) : Marian
- Beanie Feldstein (VF : Léna Tournier Bernard ; VQ : Aurélie Morgane) : Sukie
- Joey Slotnick (VF : Arnaud Bedouët ; VQ : François Sasseville) : le sbire Arliss
- C.J. Wilson (VF : Jean-Luc Ben Hamou ; VQ : Sylvain Hétu) : le sbire Flint
- Colman Domingo (VF : Alex Descas ; VQ : Lyndz Dantiste) : Le Chef
- Pedro Pascal (VF : Loïc Houdré) : Santos, le collectionneur de pénis
- Bill Camp (VF : Bruno Abraham-Kremer ; VQ : Marc Bellier) : Curlie
- Matt Damon (VF : Damien Boisseau ; VQ : Gilbert Lachance) : le sénateur Gary Channel
- Connie Jackson (VF : Nicole Dogué) : Tante Ellis
- Annie Gonzalez (VF : Hélène Gigou) : Carla
- Miley Cyrus : Tiffany Plastercaster (non créditée)

## Production

### Genèse et développement
Ethan Coen et son épouse, la monteuse Tricia Cooke, présentent l'idée du film dans les années 2000 à leur amie cinéaste Allison Anders. Le projet est annoncé en janvier 2007, sous le titre Drive-Away Dykes, avec Allison Anders à la réalisation. Ethan Coen explique que le ton du scénario rappelle celui des films d'exploitations romantiques des années 1970 qu'il voyait étant adolescent, notamment ceux de Russ Meyer. Les noms de Selma Blair, Holly Hunter, Christina Applegate et Chloe Sevigny seront évoqués durant les différents stades de la préproduction. En avril 2022, de nouvelles informations révèlent qu'Ethan Coen pourrait finalement réaliser lui-même le film. Il produit par ailleurs le film avec sa compagne ainsi qu'avec notamment Tim Bevan et Eric Fellner de Working Title Films.
Ce projet marque les débuts de réalisateur de long métrage d'Ethan Coen sans son frère Joel, après le documentaire Jerry Lee Lewis: Trouble in Mind (2022). Il n'avait plus travaillé sur de la fiction depuis La Ballade de Buster Scruggs (2018). Ethan Coen a avoué avoir délaissé la mise en scène car il s'ennuyait dans le process de création d'un film : « Après 30 ans, ce n'est pas que ce n'est pas amusant, mais c'est plus un travail qu'avant. Joel ressentait la même chose, mais pas autant que moi. C'est un sous-produit inévitable du vieillissement. Et les deux derniers films que nous avons réalisés ensemble, Joel et moi, étaient vraiment difficiles en termes de production. Je veux dire, vraiment difficiles. Donc si vous n'êtes pas obligé de le faire, vous allez à un certain point : pourquoi est-ce que je fais cela ? » Il explique avoir relancé ce projet avec sa femme lors du confinement : en raison de la pandémie de Covid-19, il avait le temps de travailler dessus.
Même si Ethan Coen est seul crédité en tant que réalisateur (comme Joel Coen était seul crédité en tant que réalisateur sur les premiers films de son duo avec son frère), on peut noter que Tricia Cooke participe bien à l'élaboration du film, et pas seulement son écriture ou son montage. Elle a notamment tenu à « assurer une représentation authentique du monde qu'elle connaissait, et glisser des références à des icônes gay et lesbiennes tout au long du film - telles l'écrivaine d'avant-garde Alice B. Toklas et la parlementaire féministe Bella Abzug, qui n'était pas lesbienne mais qui était "adorée des lesbiennes" ». En effet, Tricia Cooke s'identifie comme lesbienne (le couple Coen-Cooke décrivant leur mariage comme "non conventionnel") et a tiré une partie de son inspiration pour le scénario de la communauté queer des années 90.
En avril 2023, le titre du film est révélé : Drive-Away Dolls.

### Attribution des rôles
En août 2022, Margaret Qualley et Geraldine Viswanathan sont annoncées. En septembre 2022, Beanie Feldstein rejoint également le film.
En avril 2023, il est révélé que Pedro Pascal, Colman Domingo, Bill Camp et Matt Damon font également partie de la distribution.

### Tournage
Le tournage débute en août 2022 à Pittsburgh en Pennsylvanie. Les prises de vues se déroulent également dans le township de Hopewell de comté de Beaver en octobre 2022.

## Sortie et accueil

### Date de sortie
Le film devait initialement sortir dans les salles américaines dès le 22 septembre 2023. En juillet, il est annoncé que la sortie est repoussée au  23 février 2024 en raison de la grève SAG-AFTRA 2023.
En France, la sortie est fixée en avril 2024.

### Accueil critique
En France, le site Allociné propose une moyenne de 2,6⁄5, d'après l'interprétation de 26 critiques de presse.